# Modalová viskózová vlákna
Modalová viskózová vlákna (mezinárodní zkratka: CMD) byla vyvinuta v 70. letech minulého století na principu technologie zvlákňování viskózy. Od původních viskózových vláken se liší podstatně vyšší pevností za mokra i za sucha (35-38 cN/tex oproti bavlně s 25-37 cN/tex) a tažností v mokrém i suchém stavu pod 15 %.
Rozeznávají se zde dva typy:
- Polynozická vlákna
- Vlákna HWM (high wet modulus)

## Polynozická vlákna
Polynosic (z franc.: polymere non synthetique) má vysoký polymerační stupeň, tažnost podobnou bavlně, vysokou elasticitu a stálost proti alkáliím.

### Výroba
Technologie výroby byla vynalezena v Japonsku, Japonci byli na začátku 21. století jediní výrobci polynozických vláken na světě. 
Nezralá viskóza se zvlákňuje při polymeračním stupni 500-600 s přídavkem formaldehydu ve zvlákňovací lázni za pomalého koagulování. Vláknina se potom dlouží až na 300 % (normální viskóza jen do 30%) a v oddělené lázni regeneruje.
Finální výrobek je většinou stříž, jemnost dosahuje hranici mikrovlákna, tedy 1 dtex.

### Vlastnosti a použití
Pevnost a tažnost vláken je velmi podobná bavlně, navíc mají lepší rozměrovou stabilitu i po několikanásobném praní a příjemný lesk.
Vlákna se velmi dobře hodí do směsí s bavlnou, ze kterých se dají vypřádat stejnoměrné příze a výrobky se nechají snadno louhovat a mercerovat.
Polynozická vlákna se však zpracovávají také ve směsi 67% PES/33% CMD, která se obzvlášť u pletenin vyznačují leskem podobným hedvábí.

## Vlákna HWM

### Výroba

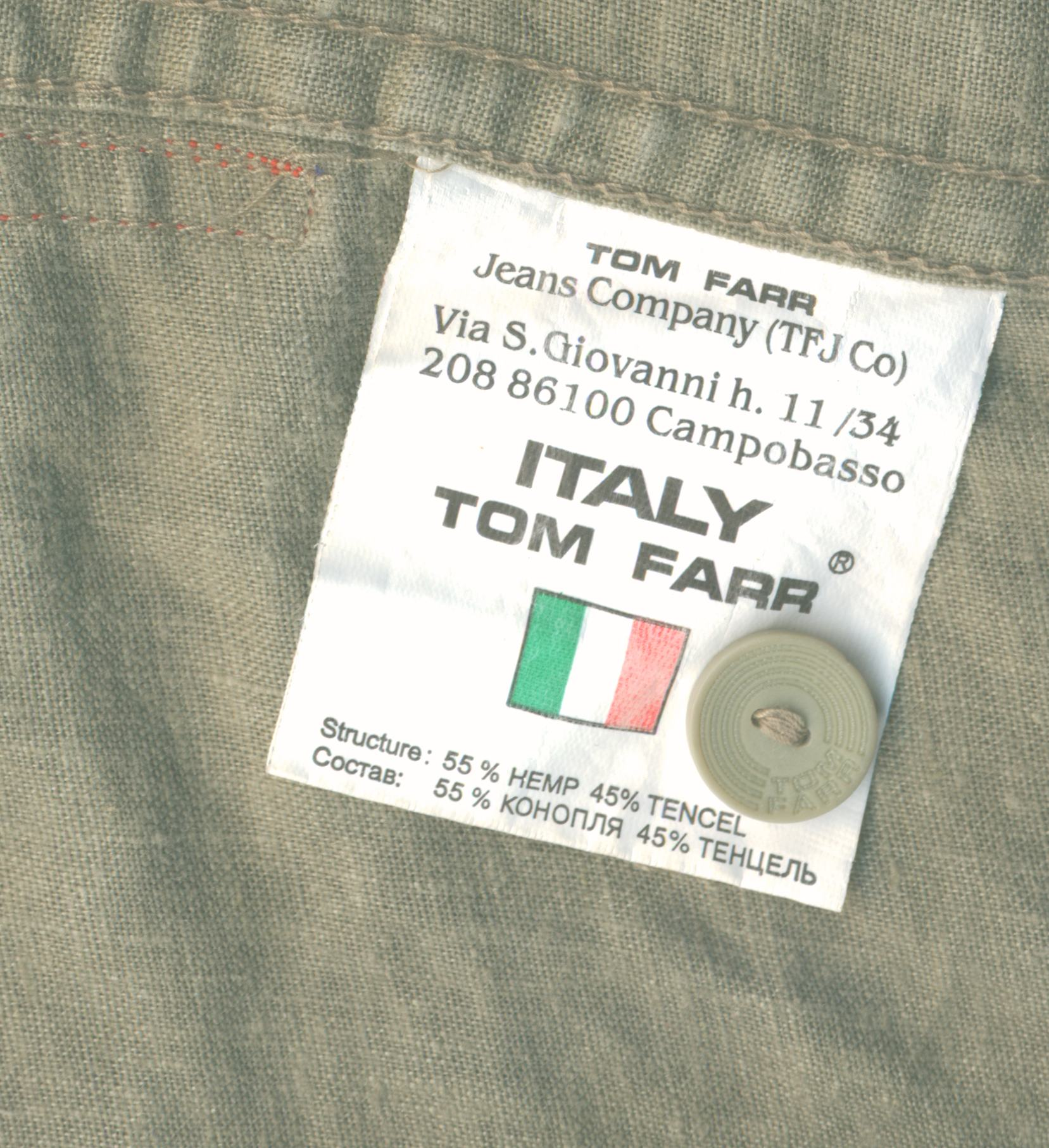
Tkanina ze směsi 55 % konopí / 45 % modalových vláken

Viskóza se koaguluje v silně kyselých lázních a protahuje o 80-150%. Vlákna HWM mají oproti polynozickým nižší orientaci polymerů, vyšší tažnost a pevnost ve smyčce.
Vlákna se vyrábí v jemnostech od 1,0 až do 5,5 dtex.

### Vlastnosti a použití
Svými vlastnostmi se vlákna velmi dobře hodí ke směsování s polyesterem. Na přízi méně odstávají elementární vlákna a výrobky z HWM mají měkčí omak než produkty z polynozických vláken.
Nejčastější jsou směsi 50% česaná bavlna/50% CMD na osobní prádlo, posteloviny, ubrusy a vrchní ošacení. Příměs modalových vláken zamezuje ztvrdnutí výrobků i po několikanásobném praní a výrobní náklady na přízi jsou nižší než u čisté bavlny
Známé jsou i tkaniny ze stoprocentního modalu a ze směsí s PA, PAC nebo s elastanem na různé druhy vrchního ošacení a bytové textilie, pleteniny na sportovní oděvy.
Poznámka: V Asii se označují všechny druhy modalových vláken pojmem polynosic. V roce 2020 se odhadovala celosvětová výroba na 200 000 tun.